# Vrhov Dol
Vrhov Dol je naselje v Mestni občini Maribor. Razteza se čez tri manjše doline (Ob Blažovnici, »Krejačeva dolina« in »Potočnikova dolina«), ter preko nekaj grebenov med in okoli teh dolinic, najbolj znan od teh je Meranovo. Hišne številke ne potekajo po strogem logičnem vrstnem zaporedju, temveč so bolj ali manj razmetane,z dodanimi črkami ob številki.